# 普里沃爾日斯克
57°23′N 41°17′E / 57.383°N 41.283°E
普里沃爾日斯克（俄语：Приво́лжск）是俄羅斯伊萬諾沃州的一個城市，位於伊萬諾沃東北51公里。2002年人口18,385人。
1485年建立，1938年建市。